# جبريل بوراس
جبريل بوراس (بالإسبانية: Gabriel Porras)‏ هو ممثل مكسيكي، ولد في 13 فبراير 1968 بمدينة مكسيكو في المكسيك.

## وصلات خارجية
- جبريل بوراس على موقع IMDb (الإنجليزية)
- جبريل بوراس على موقع ألو سيني (الفرنسية)
- جبريل بوراس على موقع أول موفي (الإنجليزية)
- جبريل بوراس على موقع قاعدة بيانات الفيلم (الإنجليزية)
- جبريل بوراس على موقع كينوبويسك (الروسية)